# SVT2
SVT2 (alternativt stavat SVT 2, Tvåan) är en av Sveriges Televisions kanaler, som före namnbytet 1996 hette TV2. Kanalen startades 1969 av Sveriges Radio.

## Historia

### Starten
Under 1960-talet hade frågan om en andra tv-kanal stötts och blötts. Flera modeller diskuterades, bland annat att lägga den nya kanalen i ett separat bolag, eller integrera den i den existerande kanalen. Lösningen blev att ha två separata kanalstrukturer inom samma bolag. TV 2 startade den 5 december 1969, en händelse som inom SVT kom att benämnas "kanalklyvningen".

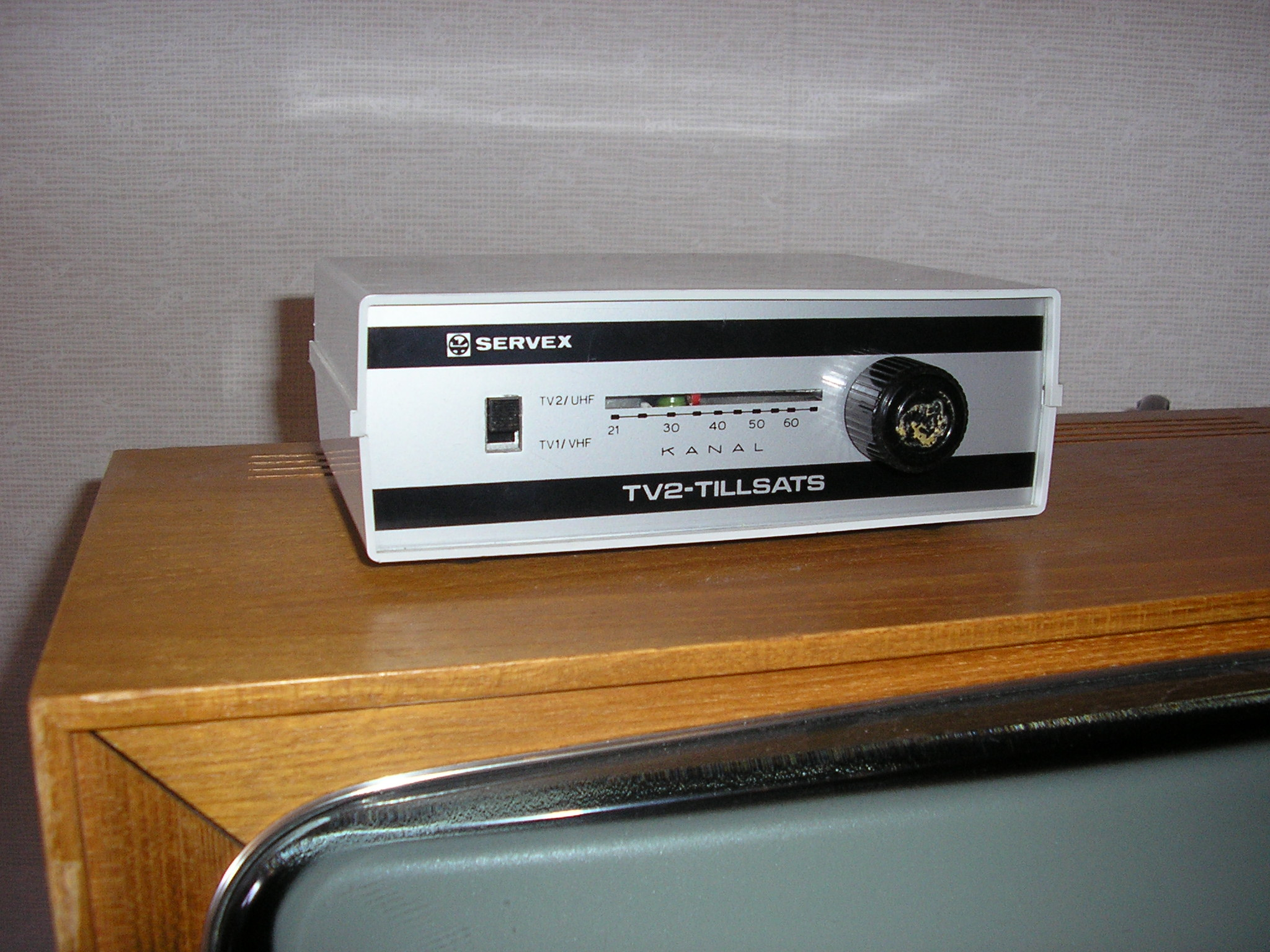
TV2-tillsats för att kunna titta på TV2 på en äldre TV.

Till äldre apparater krävdes en separat adapter/box (en så kallad "TV2-tillsats") för att kunna se kanalen eftersom TV2 sände på UHF-bandet. Det var en konverter som omvandlade UHF till VHF, som tv-mottagaren kunde ta emot. Fastigheter med centralantenn omvandlade också i regel signalen till VHF. Nyare tv-apparater hade mottagare för UHF. TV2 krävde också en annan tv-antenn än TV1.
Klockan 6 på morgonen fredagen den 5 december började Carl-Uno Sjöblom som "testpratare" med småprat, grammofonmusik till stillbilder och med några filmstumpar. Han fortsatte till klockan 18 då programmen började. Radiochefen Olof Rydbeck fick en minut på sig att inviga kanalen, därefter följde Babar, TV-nytt med den första sändningen av Rapport, Mumintrollet i färg, Gamla och nya bilder i färg, premiären av Direkt - veckan som gick med Åke Ortmark som programledare, samt avslutades med Shirley Bassey och The Young Generation.
TV2 satsade från starten på samhälls- och aktualitetsprogram gick under titeln Direkt och sändes varje vardagskväll efter TV-nytt klockan 21:00, däribland tidigare nämnda Direkt – veckan som gick, Direkt – mittiveckan, Direkt – reportage och Direkt – utifrån.  Direkt-satsningen avvecklades snart, så när som på Direkt utifrån som blev kvar och hösten 1970 bytte namn till Dokument utifrån.

### Full sändningsvolym 1972
Under sin första år befann sig TV2 i en uppbyggnadsfas, vilket bland annat innebar att man sände färre timmar och inte kunde tas emot av lika många som TV1. Den 30 september 1972 var dagen då TV2 officiellt uppnådde samma sändningsvolym som TV1, nämligen 40 timmar i veckan.
Den 30 september 1972 sjösattes även flera omfattande förändringar av verksamheten, inte minst genom att TV2:s eget nyhetsprogram Rapport fick ta över nyhetstiden 19:30, som dittills tillhört TV-nytt och sänts i TV1.

### Programenheten TV2 1968–1987
TV2 var från starten fram till 1987 en separat programenhet inom Sveriges Radio (senare Sveriges Television), i likhet med TV1. Organisatoriskt bestod enheten TV2 av fem programproducerande redaktioner belägna i Stockholm: Fakta, Nöje, Rapport, Barn samt Musik och teater (dessutom under en period redaktionen för Invandrar-Dags).
Kanalen leddes av en programdirektör, den första var Örjan Wallqvist som utsetts 1968 och satt kvar till 1978. Efter en kort period under Olle Berglunds ledning (1978–1979) blev Oloph Hansson programdirektör 1979.
De anställda på denna enhet gjorde många av programmen som sändes på TV2, men kanalen sände även program från andra delar av rundradiobolaget. Verksamheten utanför Stockholm tillhörde i regel varken TV1 eller TV2 utan ingick i distriktsverksamheten som kunde producera program som visades i TV1 eller TV2. Vidare fanns i Stockholm centralredaktionen (främst TV-nytt och TV-sporten) samt enheten för utbildningsprogram som båda gjorde program för både ljudradio och de två TV-kanalerna. TV1 och TV2 sände även program från TRU, som var en statlig verksamhet för utbildningsprogram.
I samband med bildandet av Sveriges Television flyttades både TV1, TV2 och huvuddelen av distriktsverksamheten till detta nya bolag. Centralredaktionen upphörde, men TV-sporten fortsatte som en separat del inom SVT. Enheten för utbildningsprogram och TRU slogs ihop och bildade Sveriges Utbildningsradio, som fortsatte sända i TV1 och TV2.

### Sverigekanalen
Under 1970- och 1980-talet ökade både mängden och andelen tv-program producerade av distrikten, dvs i andra orter än Stockholm, och snart höjdes röster för att en av televisionens kanaler helt skulle vigas åt program producerade av distrikten. Det hade bland annat föreslagits av en offentlig utredning 1977.
Planerna skulle dock inte sättas i verket förrän 1987, när program producerade utanför Stockholm koncentrerades till en kanal, kallad TV2 – Sverigekanalen. Den nya kanalens ledningsfunktioner, programkontroll samt redaktionerna för Rapport och Magasinet blev dock kvar i Stockholm. Resten av TV2:s Stockholmsbaserade redaktioner upphörde och slogs ihop med TV1 för att bilda nya Kanal 1.
"Gamla" TV2 sände sista gången den 30 augusti och den nya Sverigekanalen lanserades den 31 augusti. Omorganisationen innebar att många Stockholmsbaserade TV2-program upphörde eller flyttade till Kanal 1 och många TV1-program som producerats av distrikten flyttade till TV2.
Bland annat flyttade de så kallade caféprogrammen från TV1 till TV2, vilket inledde kvällen följt av regionala nyheter och Rapport. TV2 hade under många år en blandning av program som gjorde den större än Kanal 1.  Särskilt Rapports starka ställning försökte både Kanal 1 och TV4 rucka på utan framgång; TV4 genom att lägga Jeopardy och Nyheterna samtidigt. TV4 skulle dock efter en problematisk start nå en bred publik och blev under 1995 den mesta sedda tv-kanalen i Sverige.
Oloph Hansson gavs uppdraget att fortsätta leda den nya TV2-kanalen 1986. Han avlöstes 1991 av Hans Bonnevier som satt kvar till 1995.

### Sammanslagningen
Ökad konkurrens från kommersiella kanaler gjorde att den "artificiella" konkurrensen mellan Kanal 1 och TV2 uppfattades som överflödig. Detta gällde i synnerhet Sveriges Televisions ledning, som lyckades genomdriva ett avskaffande av uppdelningen som verkställdes i januari 1996.
Samtidigt bytte kanalen namn till SVT2 och den regionala kopplingen försvann. I stället kunde ett program sändas i vilken kanal som helst. En konsekvens därav var bland annat att Aktuellts 18-sändning flyttades från SVT1 till SVT2 av tablåtekniska skäl.
2001 genomfördes en tablåförändring med det uttalade syftet att göra SVT1 till en bredare kanal och SVT2 mer nischad. Därför flyttades många publikstarka program från SVT2 till SVT1. Mest påtagligt var flytten av Rapport, men även bred underhållning som Expedition: Robinson flyttades till ettan. SVT2 fick i stället sända nyhetstimmen med Aktuellt klockan 21.00.
2003 förändrades tablån återigen genom att den 70 minuter långa nyhetstimmen splittrades i två halvtimmesblock och en ny slot på en halvtimme bildades klockan 21.30. Samma år började också utsändningar av temalördagar där man fördjupade sig inom ett visst område, som ett alternativ till underhållningen i SVT1.
Den 10 januari 2005 försvann hallåorna från SVT2. I stället började korta filmer med förinspelade speakerröster användas. Oftast är det samma hallåa i SVT1 som är speakerröst i SVT2. Speakerrösterna i SVT2 spelas in dagtid och spelas därefter upp vid de olika programmen.
Under 2008 började Eva Hamilton introducera an ny kanalstrategi där SVT2 hade ett tydligt fokus på kultur, samhälle, kunskap och fakta. Den 25 augusti 2008 flyttade SVT2:s förkvällsprogram mellan 18.00 och 19.30 till SVT1. Här ingår Rapports 18-sändning, de regionala nyhetssändningarna klockan 18.10 och 19.15, Kulturnyheterna samt Gokväll och Fråga doktorn. I stället sänds kunskapsrelaterade program mellan 18.00 och 20.00, däribland frågesporten Vem vet mest?.
Den 1 november 2010 började även SVT2 sända i HD (720p). SVT2 HD sänder samma utbud som SVT2.
I mars 2012 fördes Aktuellt ihop med de sena regionala nyheterna för att skapa en sammanhållen nyhetstimme 21.00–22.00.
Den 24 augusti 2020 flyttade de sena lokala nyheterna och Sportnytt till SVT1. Därmed sänds inte längre regionala program i SVT2. Förändringen var delvis en besparingsåtgärd då man sparade pengar på att bara ha regional nedbrytning i en kanal jämfört med två.

## Distribution
SVT2 omfattas av samma avtal om distribution som omfattar SVT1. Från början fick SVT2 inte plats i det digitala marknätet, men redan innan sändningarna hade startat utökades sändningsutrymmet och det blev plats även till SVT2.
Under den analoga tiden utmärkte sig TV2 genom att den sändes på UHF, medan TV1 huvudsakligen sändes på VHF. Det var även möjligt att bryta upp TV2 i olika regioner vilket möjliggjorde regionala sändningar, en möjlighet som TV1 saknade i det analoga nätet. I det digitala marknätet kan båda kanalerna brytas upp i regioner.

## Tv-program
SVT2:s programutbud är i regel mer nischat än SVT1:s. Bland annat sänds de flesta kulturprogrammen, program riktade till minoriteter såsom finsktalande, samer och hörselskadade, vissa samhällsprogram, en del independentfilm samt Utbildningsradions kvällssändningar i SVT2. UR:s förmiddagssändningar på vardagar i SVT1 flyttades från den 18 januari 2010 till SVT2 för att morgonprogrammet Gomorron Sverige utökade sin programtid. Därför sänder SVT2 UR:s program mellan kl. 13.00 och 15.30. Våren 2013 togs det bort. Före detta sänds oftast direktsända riksdagsdebatter eller andra forumliknande program i SVT Forum (tidigare 24 Direkt).

### Lista
Inom parentes anger sändningstid.
Bland SVT2:s mest kända program kan nämnas:
| - A-ekonomi - Agenda (21.15 sön) - Aktuellt (21.00 sön–fre) - Babel (20.00 sön) - Draknästet - Hockeykväll (22.10 tors) - K special | - Nyhetstecken (17.20 mån–fre (17.40 sommar)) - Oððasat (17.30 mån–fre (18.00 sommar)) - Retroaktivt - Stina om… - Studio Pop - Sången är din | - Toppform - Uutiset (17.45 mån–fre (17.50 sommar)) - Vem vet mest? (19.00 mån–fre) - Vetenskapens värld (20.00 mån) - Vetenskapsmagasinet |

### Tidigare
Program som tidigare har sänts regelbundet i SVT2 sedan namnbytet 1996.
- Bildjournalen
- Expedition: Robinson
- Musikspegeln
- Plus
- Rapport
- Röda rummet
- Snacka om nyheter
- Värsta språket

## Kanalidentitet

### 1969–1980
När TV2 startade användes en "stencilerad" tvåa som emblem.
Den ursprungliga tvåan byttes under 1971 ut mot en fyrkantig symbol.
Båda logotyperna kunde kombineras med Sveriges Radios logotyp, vilket gjorde att kanalnamnet kunde utläsas som "SR 2", även om kanalen hette TV2.

### 1980–1996
Den 15 september 1980 fick SVT och dess kanaler nya logotyper. Tvåan har under denna tid växlat mellan att vara enfärgad och trefärgad.
När gamla TV2 upphörde och ersattes av Sverigekanalen den 31 augusti 1987 infördes en variant av TV2-logotypen med en vit eller grå tvåa och ofta en Sverigekarta bakom tvåan. Den 22 oktober 1988 byttes den blå bakgrundsfärgen i dekoren och klockan till grönt.
Den 22 juni 1990 ändrades det åter och tvåan blev grön-, blå- och rödfärgad.

### 1996–2001
Den 8 januari 1996 fick kanalen ett nytt namn, SVT2, och en ny grafisk utformning. Denna var gemensam med SVT1 och man hade också samma tema. Dessa år var SVT2 och SVT1 samordnade och de båda kanalerna skulle ha samma identitet utåt. Mellan 1996 och 1997 bytte båda kanalerna logotyp tre gånger. Logotypen var en grön kvadrat med den sedvanliga tvåan vitfärgad. 
Den logotyp som infördes i januari 1996 var en grön kvadrat med den sedvanliga tvåan vitfärgad. SVT:s grafik ändrades flera gånger under 1996, bland annat infördes så småningom en vinjett med ringar som snurrande runt tvåan som kom att användas i flera år framöver.
Kanalen fick en ny grafisk profil redan den 7 oktober 1996 samma år, denna gången med en ny logotyp bestående av en blå kvadrat och en röd cirkel med en vit tvåa i förgrunden. "Tvåan med ringarna" kom att användas i ännu större utsträckning i kanalens grafik. Samtidigt infördes en ny fondmusik.
Både fondmusiken och det mesta av kanalens grafik kom att bestå de följande åren. Dock förändrades logotypen genom att kvadraten och cirkeln byttes ut mot en blå boll 1 mars 1997. Den sista varianten med den gamla tvåan var en blå boll med en vit tvåa som användes mellan 1 mars 1997 och 14 januari 2001.
Inledningsvis användes en jingel komponerad av Peter Karlsson, som även skrivit Den glider in. Tablåmusiken hade gitarrinslag. Det ersattes ganska snart en symfonisk jingel komponerad av en Jan Lundqvist vid SR Uppland.

### 2001–2008
När SVT bytte logotyp den 15 januari 2001 fick kanalerna helt nya grafiska profiler. De båda profilerna liknade varandra, men hade olika färg. SVT2 fick blått färgtema. Den nya logotypen figurerade flitigt i den nya grafiken. Det var första gången på minst 20 år man bytte ut den randiga 2:an mot en mindre sådan, inga ränder och annat typsnitt.
År 2002 började man förändra profilen. Under sommaren användes en vit utformning med blommor i vinjetterna. På hösten infördes flera nya kanalvinjetter som gjorts av studenter på Konstfack. Några av de tidigaste föreställde animerade småfåglar och stjärnbilder.
I och med tablåförändringarna den 7 januari 2003 gjordes även kanalens grafiska yttre om. All grafik fick en ljusare utformning. Hallåornas bakgrund blev vit med ljusblåa inslag. Bakom hallåorna kunde man även se kvällens tablå. Kanalvinjetter från Konstfack fortsatte att användas, och blev flera med tiden. Fler profilvinjetter skapade av studerande vid Konstfack i Stockholm och Högskolan för design och konsthantverk började användas.
En ny grafisk profil lanserades den 10 januari 2005. Kanalvinjetter hade producerats av B-Reel och är blåare än de tidigare. Alla vinjetter innehåller en spegel som viks fram och föreställer bland annat en man på cykel, en kvinna på ett kontor, en man i sitt sovrum, folk på en fest och en skog i snö.
I stället för hallåor har man förinspelade meddelanden om programmen (voiceovers). Tidigare hade hallåorna delats upp mellan de två kanalerna, men nyordningen gjorde att hallåor kunde förekomma i båda kanalerna. Ofta sker det tekniska problem vid uppspelning av de förinspelade meddelandena, exempelvis att meddelandet slutar eller börjar mitt i en mening eller att fel meddelande spelas upp.
Mellan program på dagen spelas ofta en fondmusik komponerad av Eric Hector och Magnus Alakangas medan Magnus Lindgren spelande blåsinstrumenten. Den går i samma tema som jinglarnas musik.
I maj kom flera tillägg i vinjettgalleriet, bland annat folk i ett tält, en betongväg, en joggare, en havshorisont med mera.
I samband med att den sista etappen i nedsläckningen av det analoga tv-nätet genomfördes övergick de fyra största tv-bolagen till att sända programpresentation i bredbild 16:9. SVT2:s grafik och vinjetter anpassades för detta.

### 2008–2012

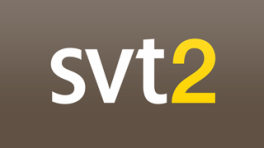
SVT2:s logotyp 2008-2012

Den 25 augusti 2008 fick SVT2 en ny logotyp och grafisk identitet i samband med en större kanalomläggning på SVT. Den nya grafiken använder sig av bruna färgtoner med guldfärgat glitter. Vinjetterna har skapats av byrån Brokendoll. SVT2:s logga blev en brunaktig logga med texten SVT2. Texten var vit utom själva tvåan som var gul. Musiken är skapad av kompositören Adam Nordén.

### 2012–2016

SVT2:s logotyp 2012-2016

Den 5 mars 2012 infördes ny grafik för SVT1, SVT2, SVT24 och Kunskapskanalen som skapats av New York-byrån Trollbäck + Company. I samband med detta började man i stället för förinspelade röster prata live innan programmen. Ljudföretaget Antfood, också New York-baserat, skapade musik för alla kanalerna.
Samma dag ändrade även Aktuellt till en ny studio, ny grafik och nytt format.

### 2016–
I samband med SVT:s 60-årsfirande den 25 november 2016 infördes en ny företagslogotyp, skapad av byrån Happy FB. Inledningsvis användes SVT2:s nya logotyp med den gamla kanalgrafiken.
Ett helt nytt utseende infördes i juni 2017 för både SVT1 och SVT2.

### Testbild
Från 1974 fram till 2011 användes en av Philips utvecklad testbild i två varianter: PM5544 (för 4:3-formatet) och PM5644 (för 16:9-formatet). Under senare år sändes denna testbild enbart i SVT2.
Som bakgrundsmusik till SVT2:s testbild användes åtta klassiska musikstycken samt tre sekvenser med testljud om och om igen.
Musiken och ljuden som spelades var:
1. Edvard Grieg, Solveigs Sang ur Peer Gynt
2. Erik Satie, Gymnopédie
3. Testsekvens
4. Georg Friedrich Händel, Sarabande ur Svit för cembalo
5. Wolfgang Amadeus Mozart, Andante ur Pianokonsert nr 21 i c-dur "Elvira Madigan"
6. Testsekvens
7. Claude Debussy, Clair de lune ur Suite Bergamasque
8. Johan Sebastian Bach, Air ur Orkestersvit nr. 3 i d-dur
9. Testsekvens
10. Frédéric Chopin, Nocturne i b-moll, op 9 nr 1
11. Sergej Rachmaninov, Vokalis

Under 1990-talet användes följande musik och ljud, vilka alla hämtades från CD:n "Test Compact Disc" utgiven av RCA Records, 1984:
1. Första stycket ur "Vintern" ur Vivaldis De fyra årstiderna framförd på gitarr (spår 19 på CD:n)
2. Tredje satsen ur Divertimento i D dur, K.251, av Mozart (spår 21 på CD:n)
3. Introt från Stjärnornas krig-ouvertyren av John Williams, i vänster till höger-panorering (spår 2 på CD:n)
4. Testsekvens (spår 6 på CD:n)
5. En del av "De sju slöjornas dans" ur operan Salome av Richard Strauss (spår 18 på CD:n)

Under maj 2013 lanserades en ny testbild anpassad för HDTV.

## Populärkultur
- Kanalen besjöngs 1979-1980 av popgruppen Gyllene Tider som hade en hit med låten "Flickorna på TV 2".[31]